# Fuchū-chō, Hiroshima
Fuchū (japanska: 府中町?, Fuchū-chō) är en landskommun i Hiroshima prefektur i Japan. Det är till invånarantalet den största kommunen i Japan som inte har status som stad. Kommunen omges på alla sidor av staden Hiroshima. Biltillverkaren Mazda har sitt huvudkontor i Fuchū.